# Vườn quốc gia Lençóis Maranhenses

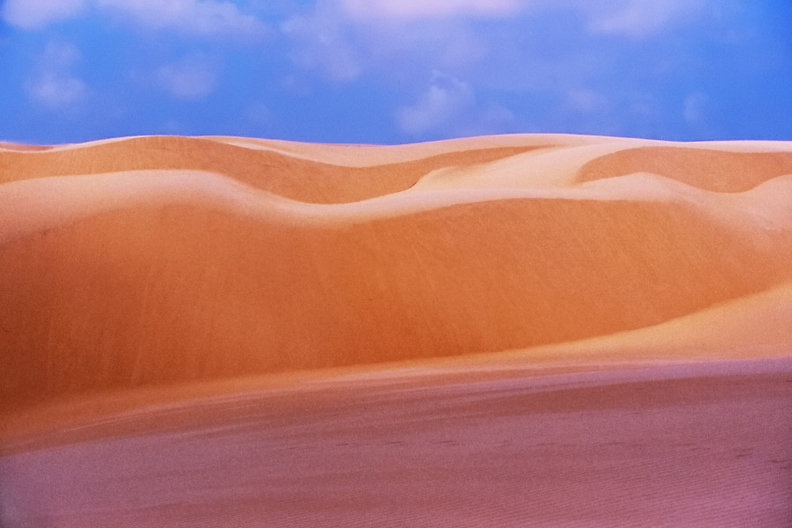
Sa mạc cát tại Lençóis Maranhenses

Vườn quốc gia Lençóis Maranhenses (Parque Nacional dos Lençóis Maranhenses) là một vườn quốc gia nằm ở bang Maranhão, ở phía đông bắc Brasil, ngay phía đông của vịnh Baía de São José, giữa 02º19'–02º45' Nam và 42º44'–43º29' Tây. Đây là một khu vực thấp, bằng phẳng, đất đai thường xuyên bị ngập lụt cùng với những cồn cát lớn. Có diện tích khoảng 1500 km², và mặc dù có lượng mưa phong phú nhưng hầu như là không có thảm thực vật tại đây. Vườn quốc gia được thành lập vào ngày 2 tháng 6 năm 1981. Nơi đây cũng là bối cảnh chính của bộ phim Brasil The House of Sand sản xuất năm 2005, là cảnh quay trong bài hát Kadhal Anukkal và là một cảnh trong bộ phim Ấn Độ Enthiran.

## Mô tả

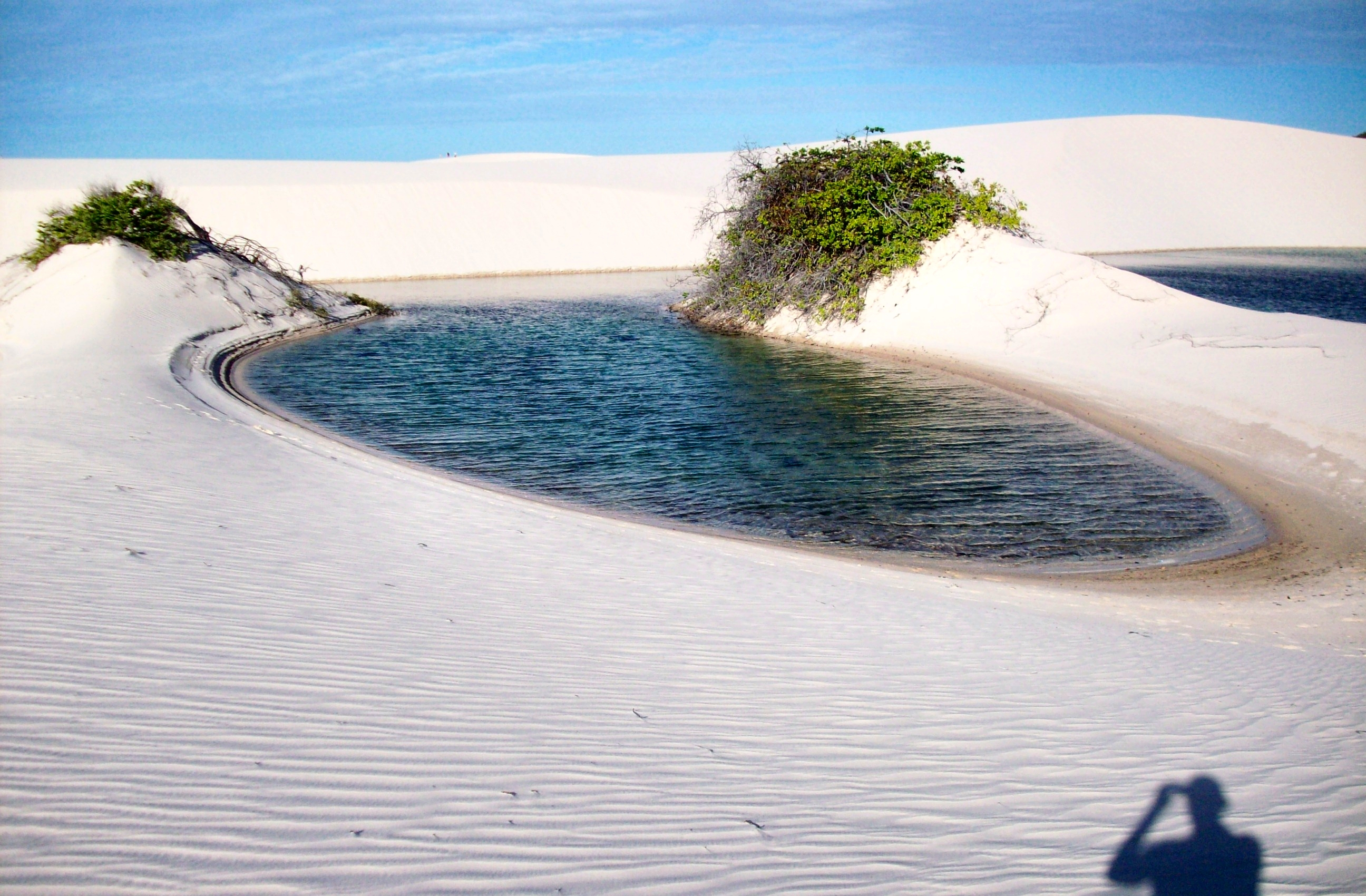
Đầm phá ở Lençóis Maranhenses

Bao gồm nhiều đụn cát trắng, lớn và sâu, trông Lençóis Maranhenses như một sa mạc, nhưng thực tế không phải vậy. Nằm ngay ngoài lưu vực Amazon, khu vực này thường có mùa mưa vào đầu năm. Mưa đã tạo nên một khung cảnh dị thường: nước sạch tụ lại ở các thung lũng giữa đụn cát, đồng thời một lớp đá không thấm nước dưới cát ngăn chặn việc nước thấm xuống đất. Kết quả là những đầm phá màu xanh và đen nằm giữa các đụn cát và lượng nước đạt đỉnh điểm nhất từ tháng 7 đến tháng 9.
Các đầm phá này có nhiều loài cá đến khi chúng đầy nhất sau tháng 7 và thông với những con sông như Rio Negro. Đặc biệt, loài cá sói hay cá hổ (Hoplias malabaricus) ngủ trong bùn và khu vực ẩm ướt kể cả khi các đầm phá gần cạn và xuất hiện ở mùa mưa kế tiếp.

## Cư dân
Theo những câu chuyện dân gian địa phương, đây là nơi định cư của người Caeté, người đã thức dậy một ngày nọ và thấy thị trấn của họ bị chôn vùi trong cát.
Vườn quốc gia chỉ có nhiệm vụ bảo vệ hệ sinh thái nơi đây; vì thế nhiều người đã sinh sống ở đây. Đây cũng là vấn đề ở vườn quốc gia Jericoacoara gần đó. Những người này chủ yếu làm nghề đánh cá vào mùa mưa; đến mùa khô họ bỏ đi, đến những khu vực lân vận và làm việc trên những lô đất nhỏ.

## Tham quan
Nằm trên bờ đông bắc của bang Maranhão, bên bờ sông Preguiças, công viên vây quanh những đô thị như Humberto de Campos, Primeira Cruz, Santo Amaro do Maranhão và Barreirinhas.
Có vài tuyến xe buýt/xe tải thường trực giữa Barreirinhas và São Luís (thủ phủ của Maranhão) với khoảng cách khoảng 260 km (160 dặm). Sông Preguiças nối vườn quốc gia với Atins, một thị trấn nhỏ ở rìa Nam của công viên. Những con đường quan trọng nhất gần công viên là BR-135, BR-222, MA-404, và MA-225. Lençois Maranhenses khá rộng lớn và không có con đường vào trực tiếp. Bởi trình trạng được bảo vệ, hầu hết các phương tiện giao thông không được phép vào. Lối vào công viên được làm riêng dành cho xe tải 4 bánh.

## Thư viện ảnh

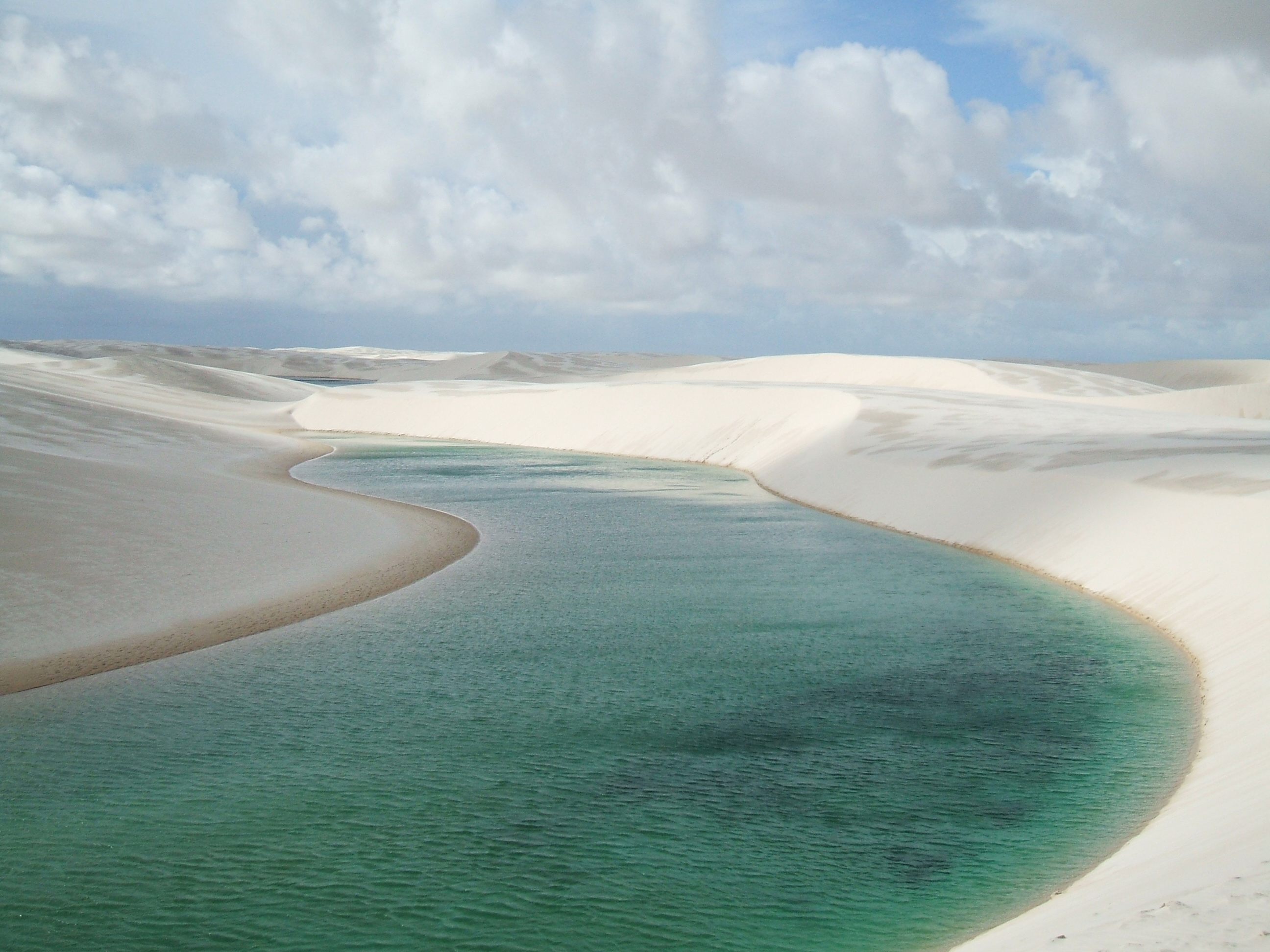
Khung cảnh vườn quốc gia
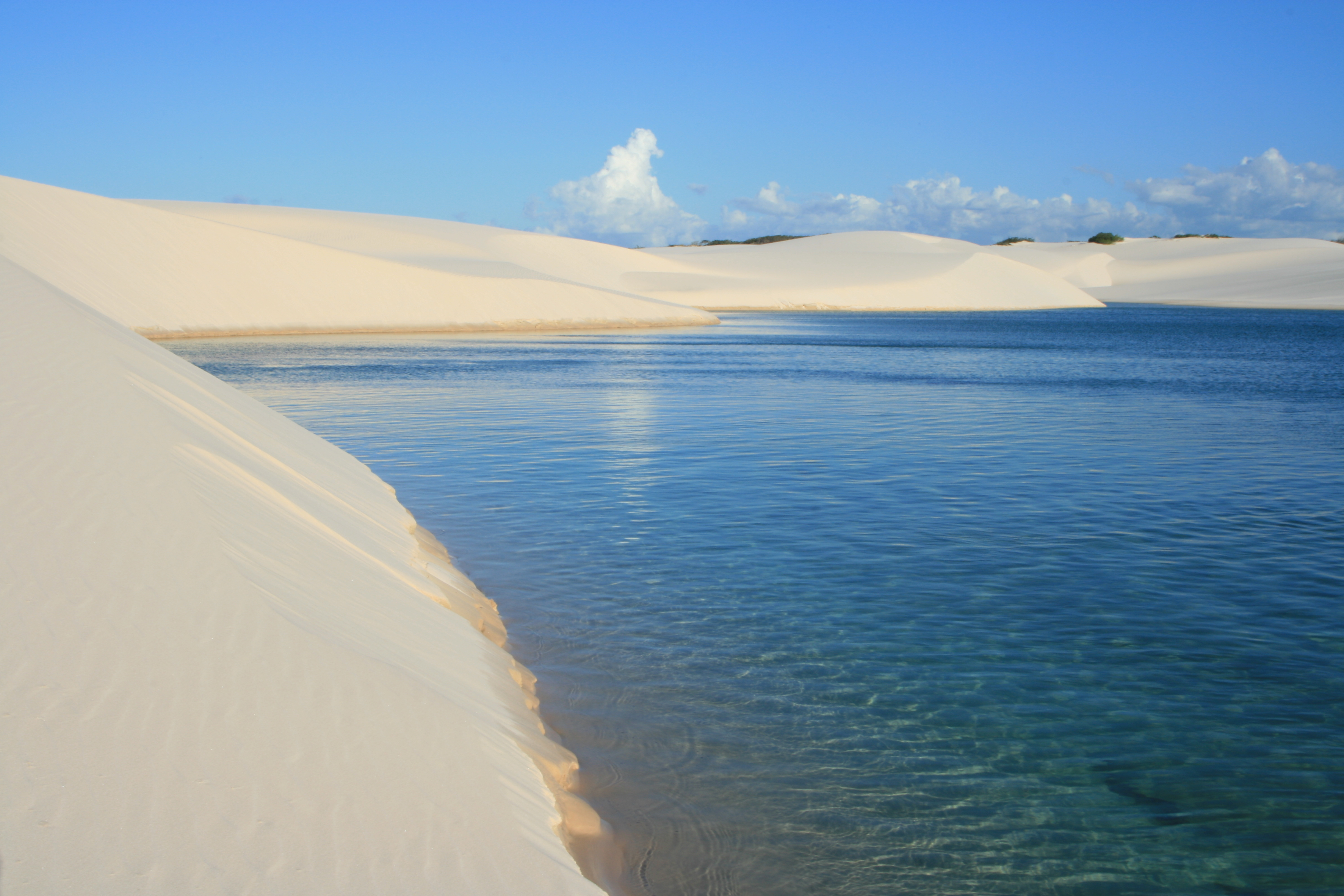
Hồ
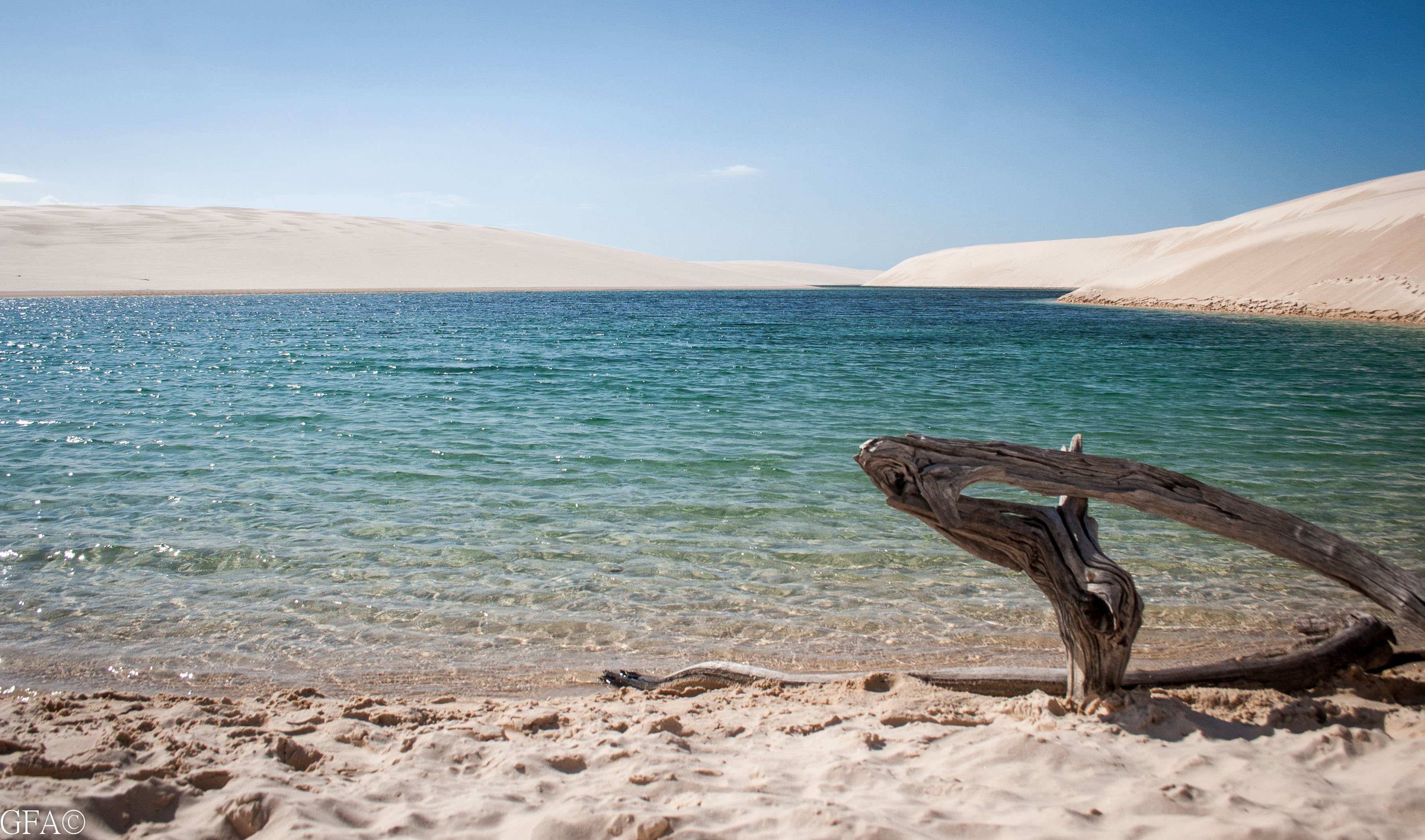
Một đầm phá
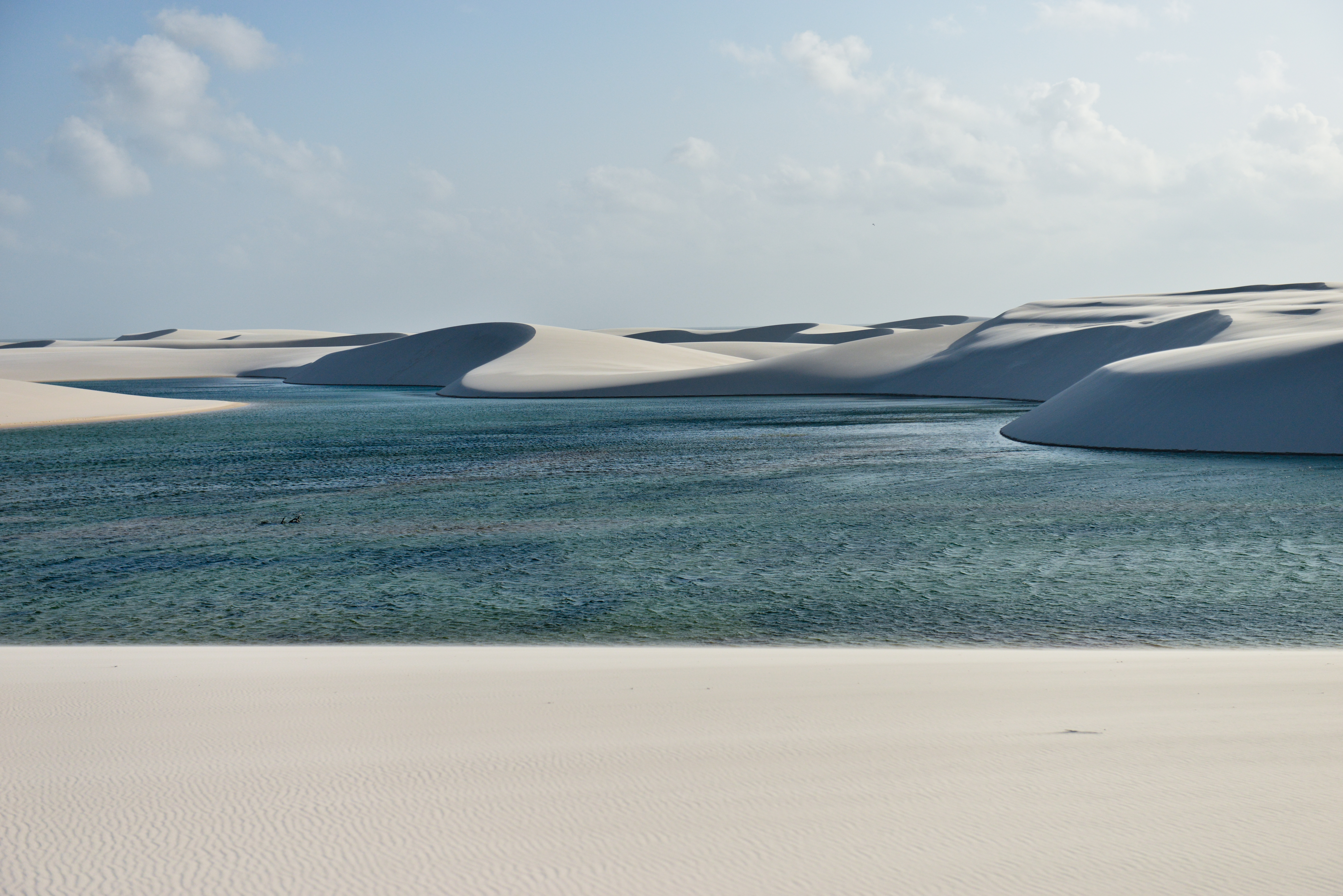
Các đụn cát và đầm phá
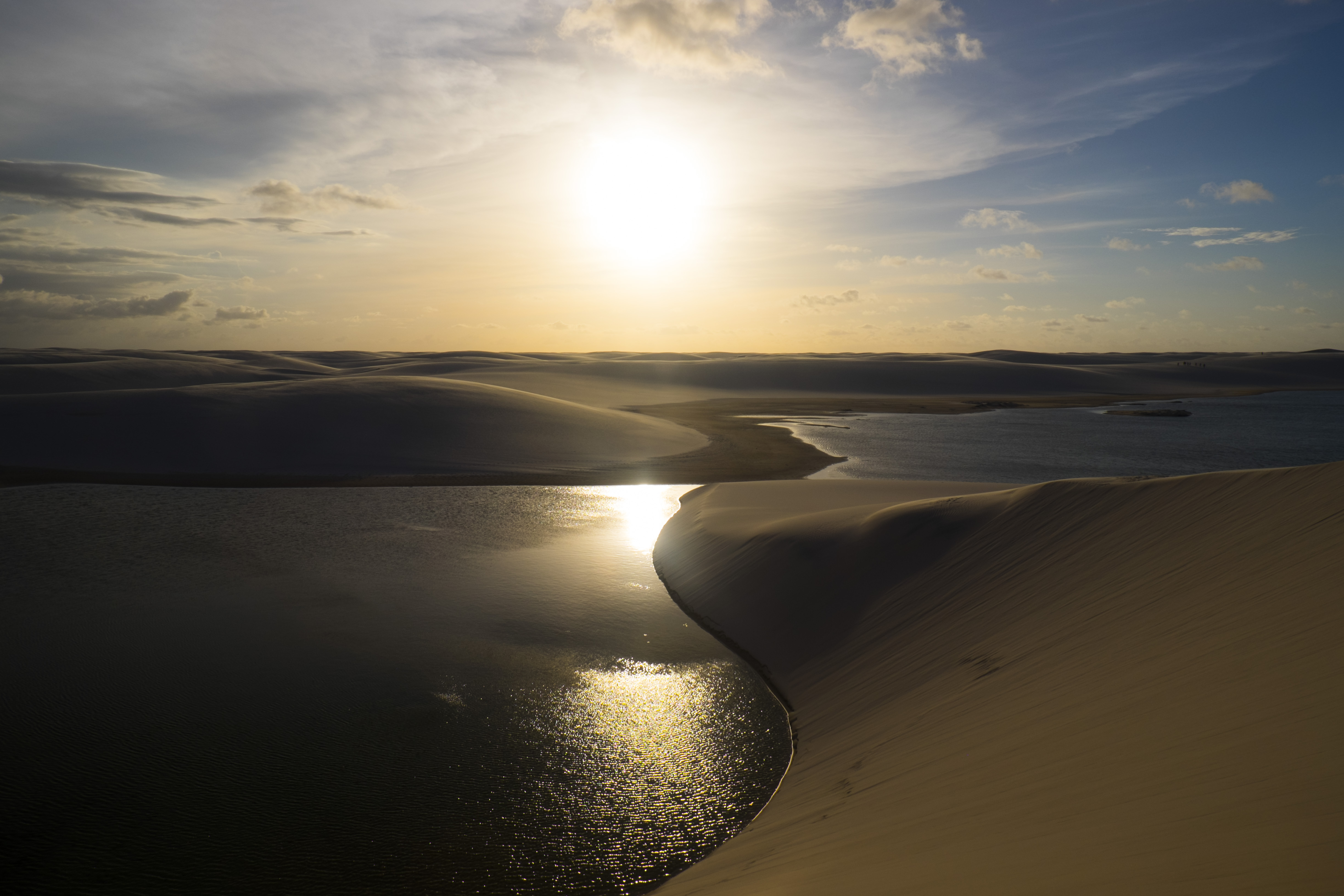
Hoàng hôn trên công viên
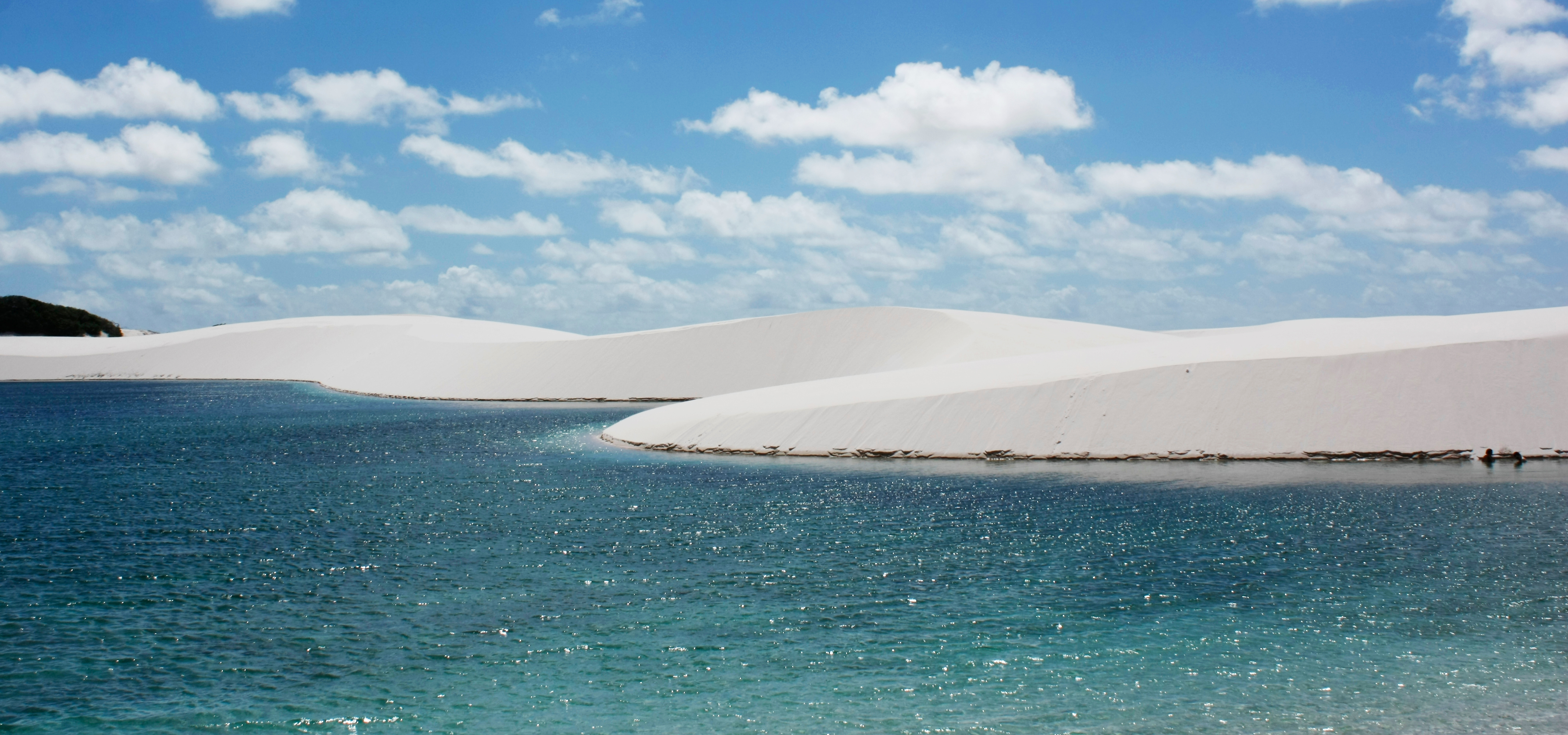
Hồ
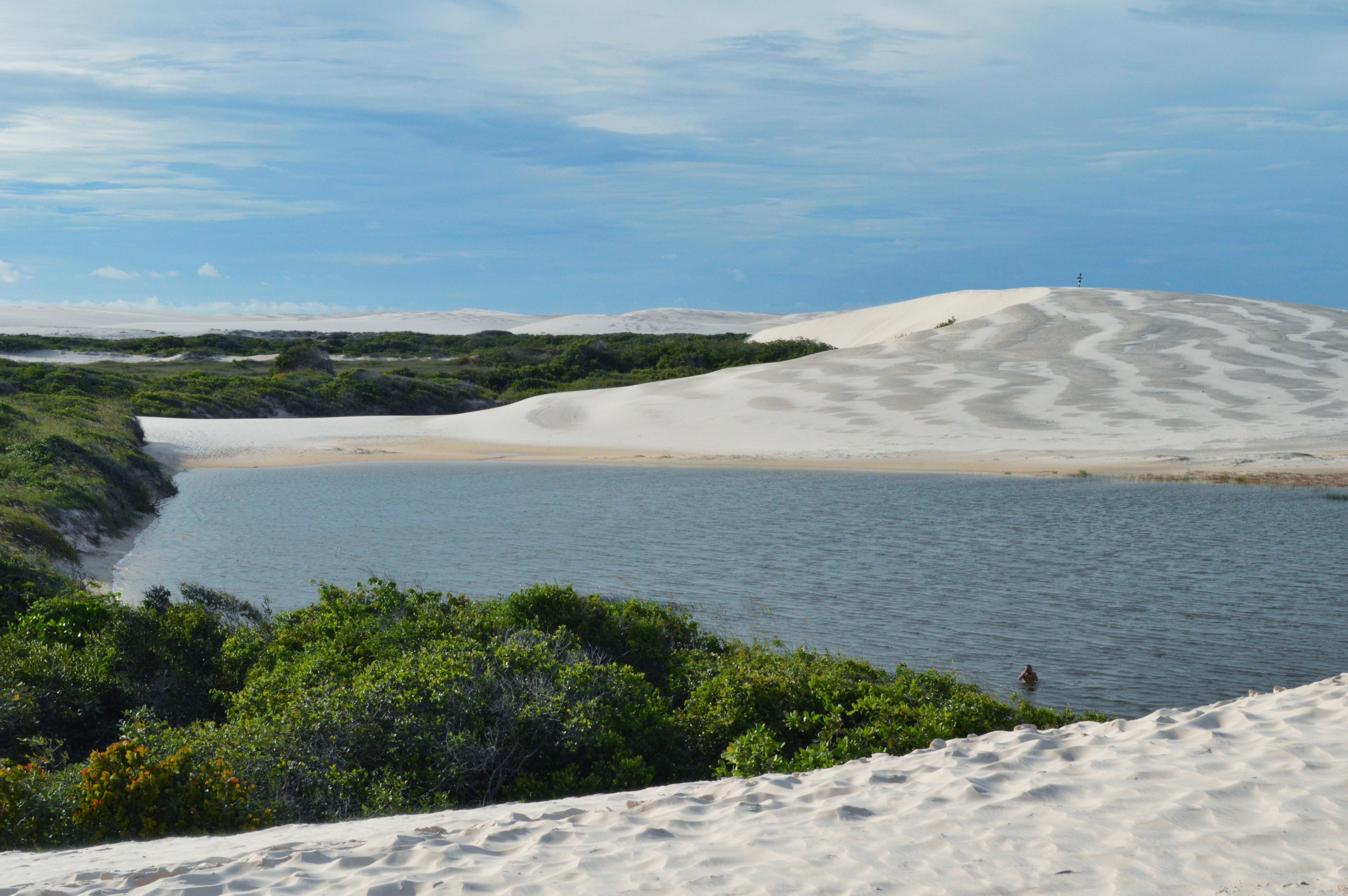
Hồ cá Lagoa dos Peixes
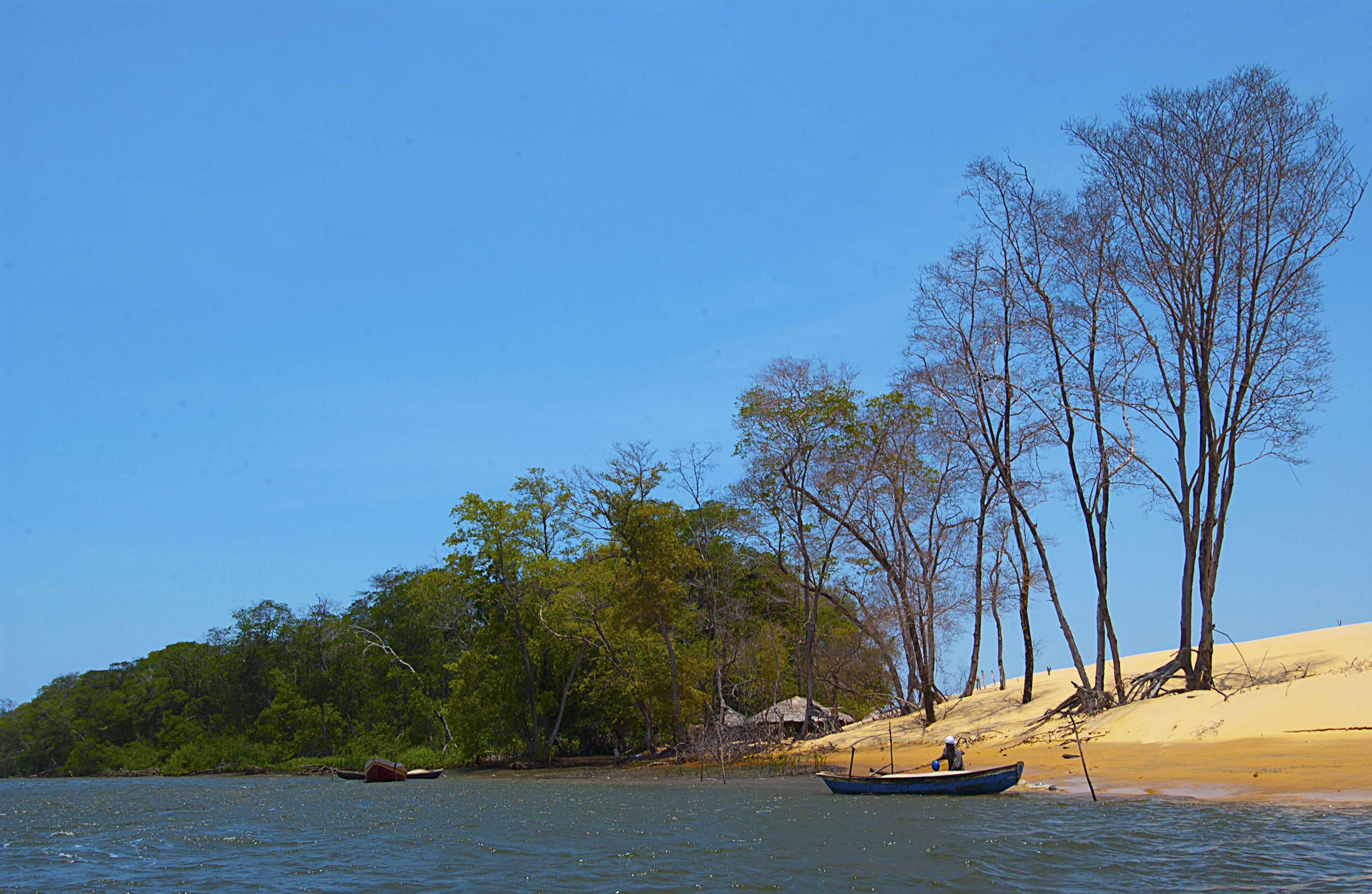
Một ngư dân
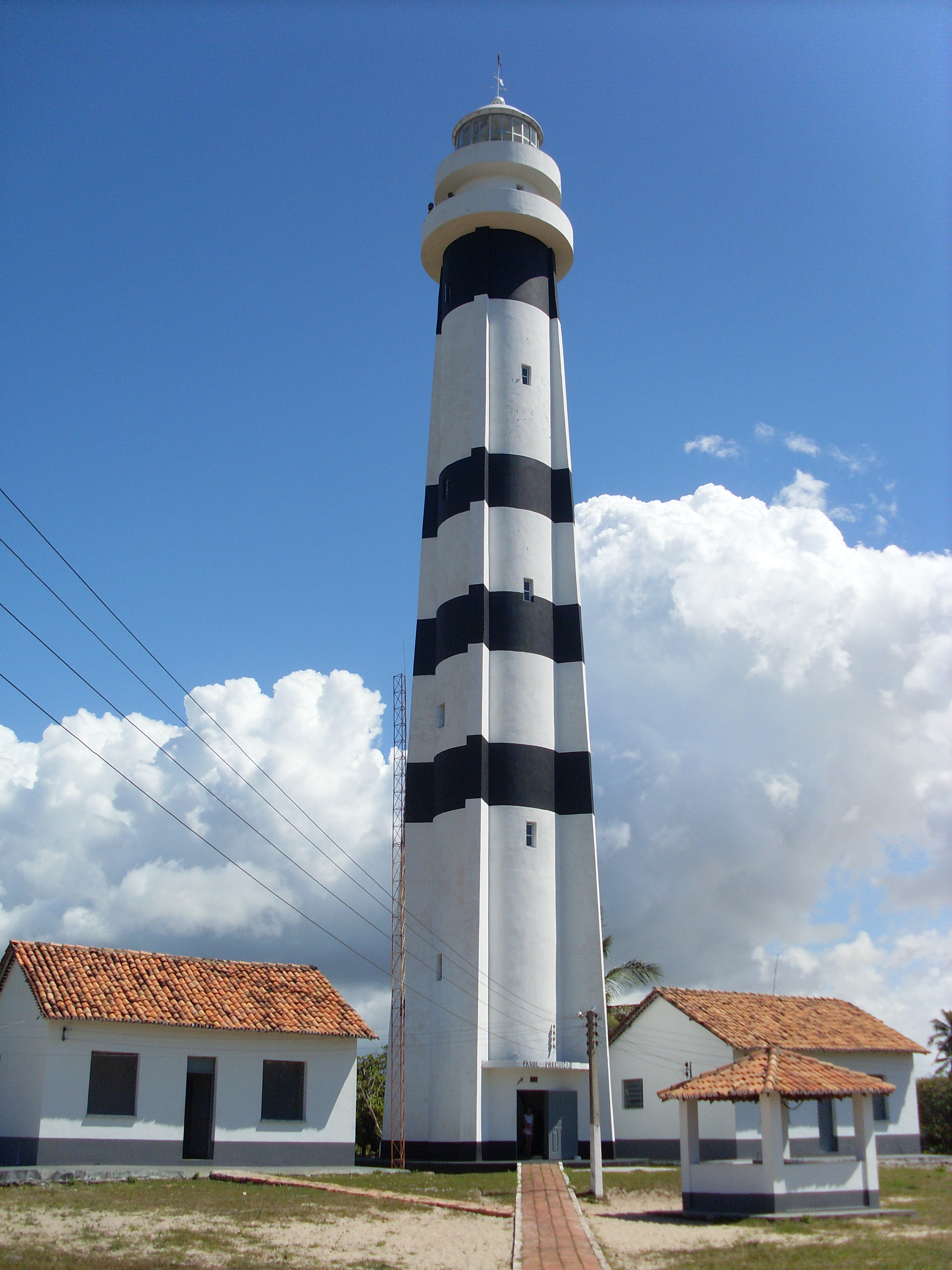
Hải đăng Preguiças
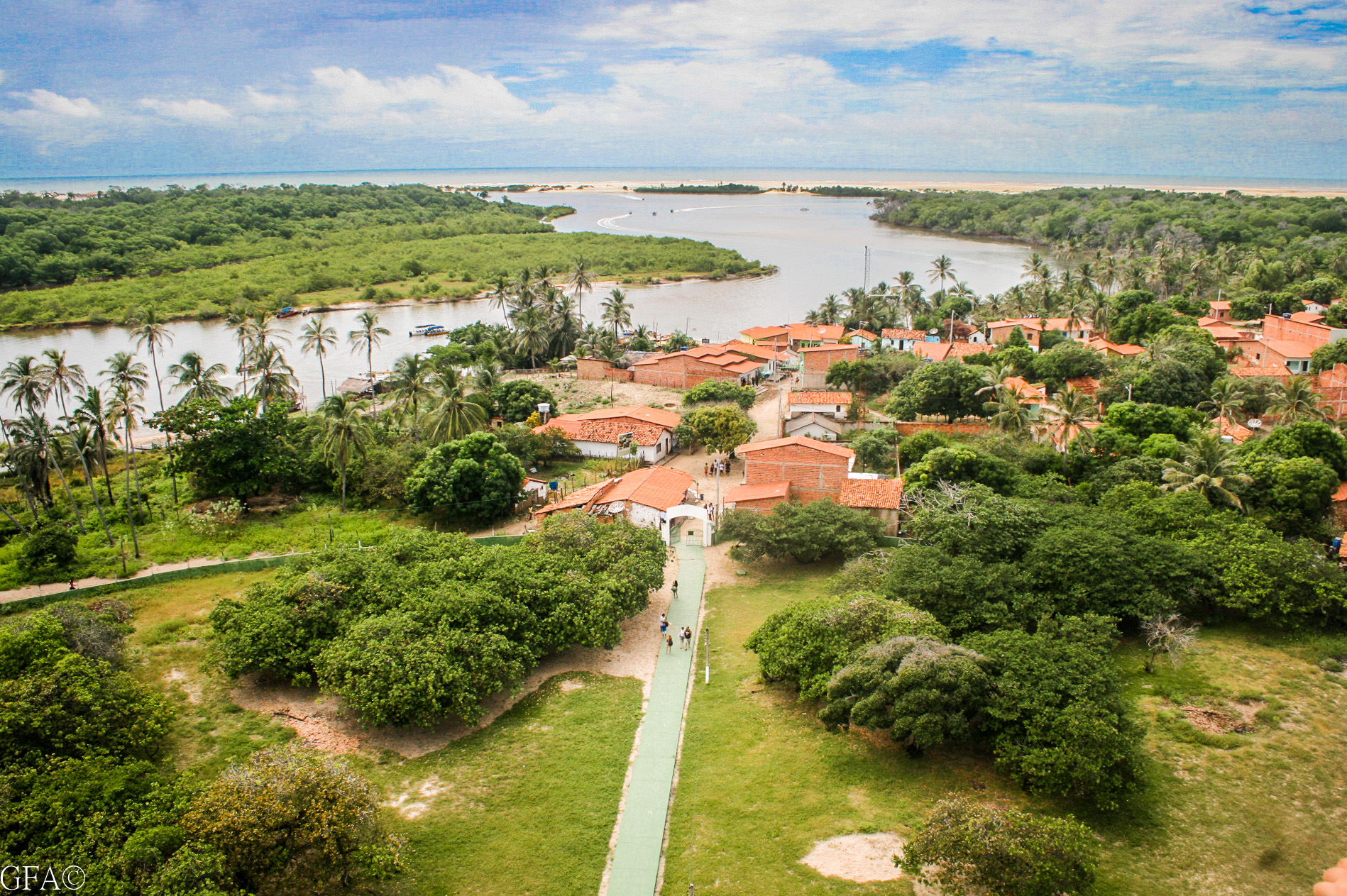
Làng Mandacaru nhìn từ ngọn hải đăng
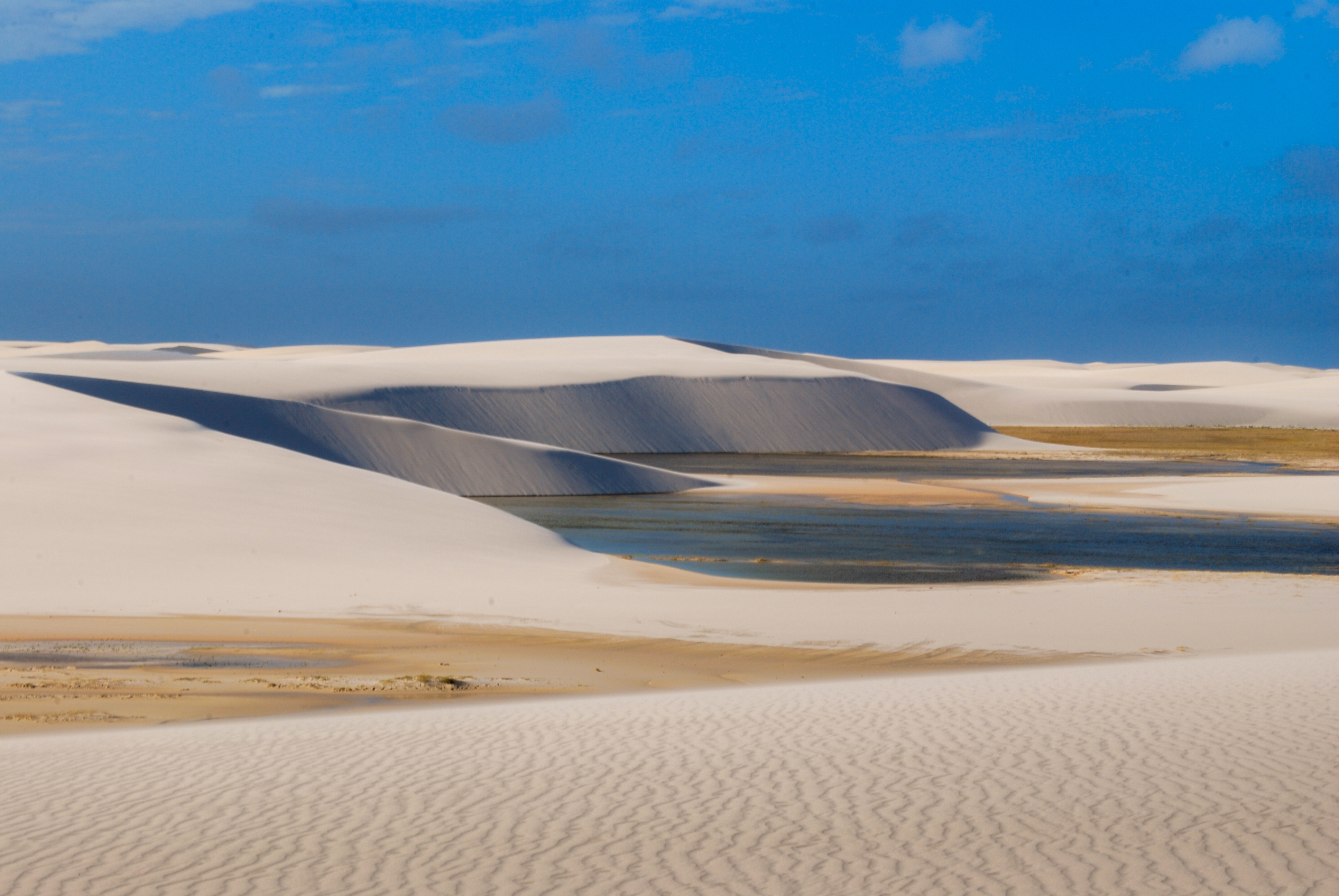
Những đụn cát
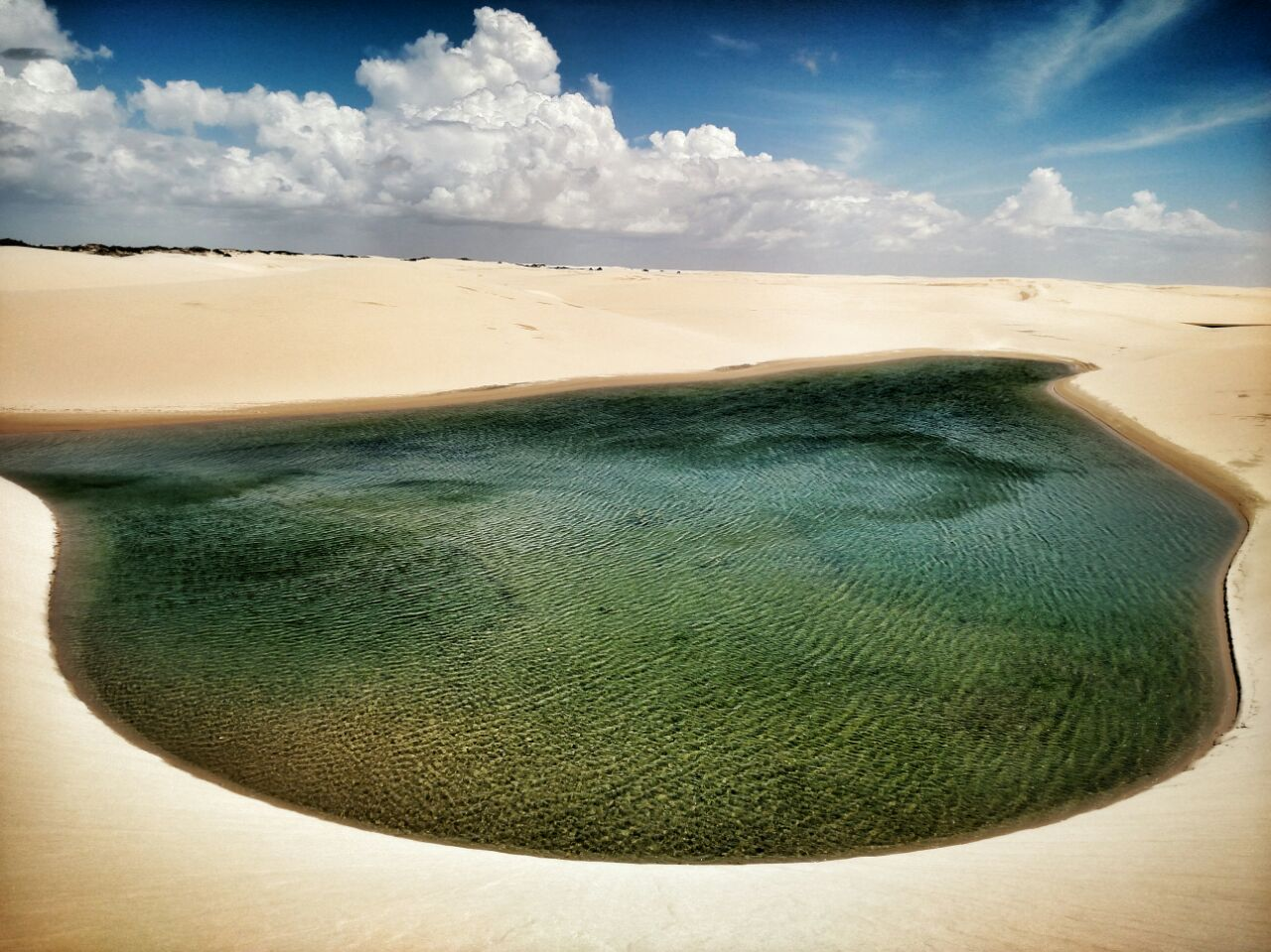
Lago Verde
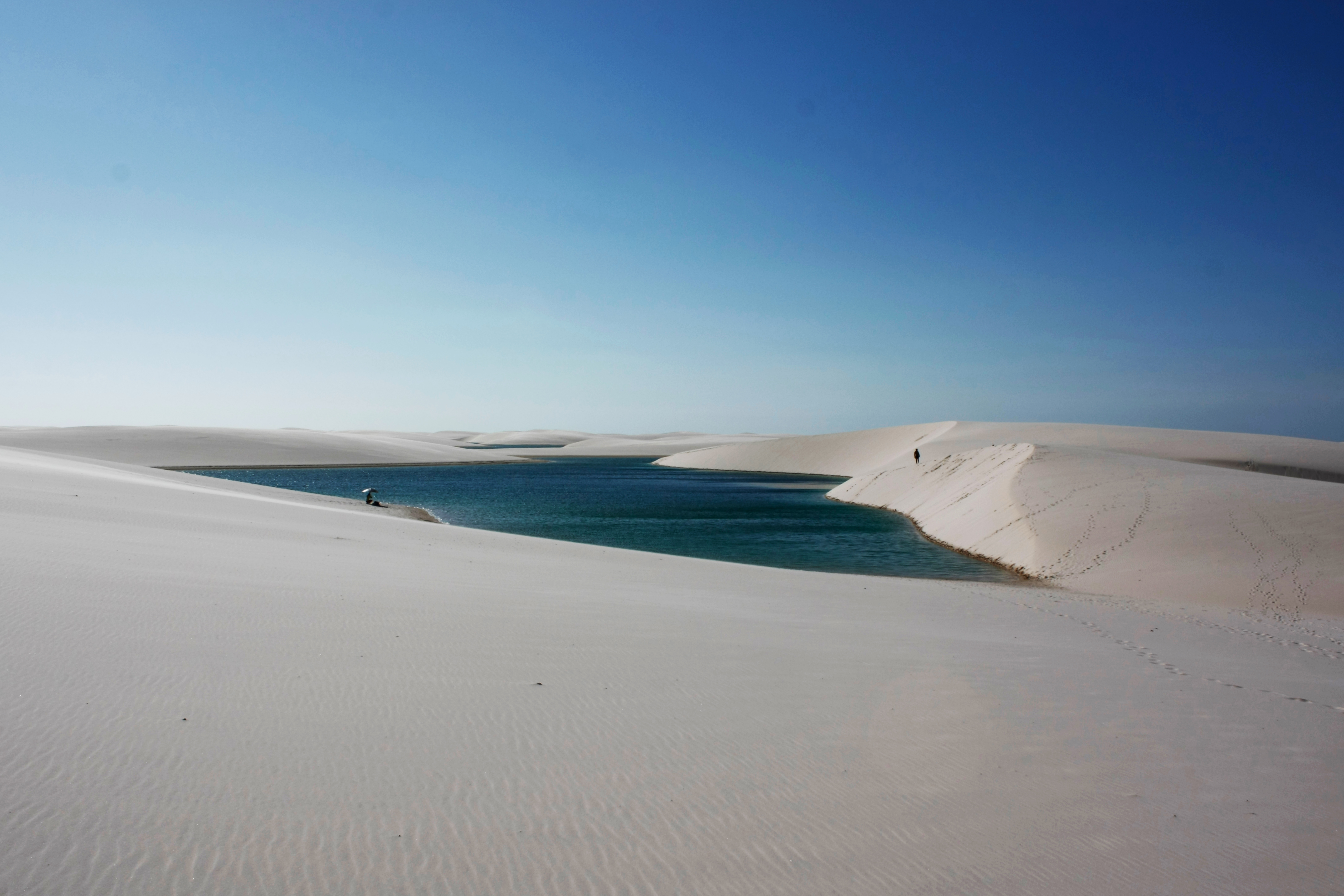
Toàn cảnh công viên
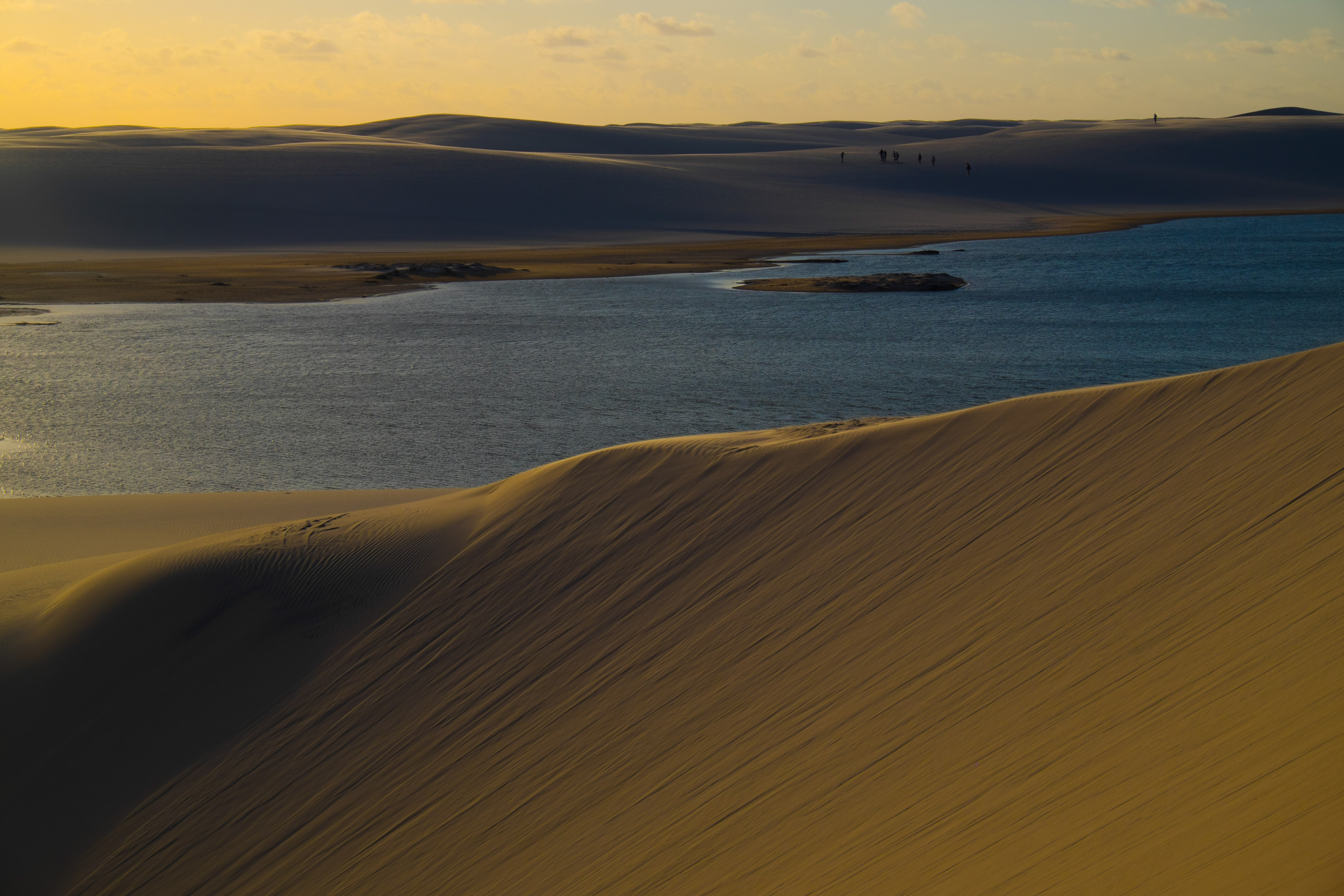
Lagoa Bonita